# 菲耶夫
菲耶夫（法語：Fiefs）是法国北部-加来海峡大区加来海峡省的一个市镇，属于阿拉斯区厄尚县。该市镇2009年时的人口为385人。

## 人口
菲耶夫人口变化图示
| 数据来源：INSEE |